# Čejkovice (Znojmói járás)
Čejkovice település Csehországban, a Znojmói járásban. Čejkovice Borotice, Břežany, Božice, Oleksovice és Mackovice településekkel határos. Lakosainak száma 235 fő (2024. január 1.).

## Népesség
A település lakosságának változását az alábbi diagram mutatja:
| Lakosok száma | 436  | 483  | 538  | 349  | 274  | 212  | 224  | 219  | 237  | 235  |
|               | 1869 | 1890 | 1921 | 1950 | 1980 | 2001 | 2017 | 2019 | 2022 | 2024 |